# 克萊蒙斯 (愛荷華州)
克萊蒙斯（英語：Clemons）是一個位於美國愛荷華州馬歇爾縣的城市。

## 地理
克萊蒙斯的座標為42°06′51″N 93°09′30″W / 42.11417°N 93.15833°W，而該地的平均海拔高度為290米（即951英尺）。

## 人口
根據2010年美國人口普查的數據，克萊蒙斯的面積為0.70平方千米，當中陸地面積為0.70平方千米，而水域面積為0.00平方千米。當地共有人口148人，而人口密度為每平方千米211人。